# دیاموند دیکسون
دیاموند دیکسون (انگلیسی: Diamond Dixon؛ زادهٔ ۲۹ ژوئن ۱۹۹۲) دونده اهل ایالات متحده آمریکا است.
وی در مسابقات کشوری و بین‌المللی در مجموع برندهٔ ۱ مدال طلا شده‌است.